# Juventude Leonina
A Juventude Leonina, mais conhecida pela abreviatura Juve Leo, é uma claque do Sporting Clube de Portugal, fundada em 1976 pelos irmãos João e Gonçalo Rocha, filhos do então presidente do Sporting João Rocha. É a mais antiga claque criada em Portugal bem como uma das mais antigas da Europa.
É uma claque organizada desde o dia da sua fundação, que se divide em núcleos caracterizadas pela localização. Nos jogos, a claque fica situada na curva sul, no sector A14 do Estádio José Alvalade.

## História
A Juventude Leonina é, actualmente, o mais antigo grupo organizado de adeptos em Portugal. Tendo sido fundada em 1976 pelos filhos do então presidente do Sporting, João Rocha, de inicio não seria mais que um grupo de jovens que entre si partilhavam afinidades clubísticas e de amizade, até porque muitos foram colegas no Colégio São João de Brito, em Lisboa.
No que diz respeito aos primeiros anos de vida da Juventude Leonina, a sua formação estava integrada num projecto de grande dinamismo que o presidente João Rocha trouxe ao Sporting, que se traduziu na construção de grandes equipas de futebol, que culminaram com as "dobradinhas" de 1973-74 e 1981-82, para além do título de 1979-80, e num ecletismo que implicou as vitórias no hóquei em patins, no andebol, no basquetebol, no atletismo e em muitas outras modalidades, convém não esquecer que em 1986, quando João Rocha abandonou a presidência do Sporting, o clube contava com mais de 100 000 sócios.
Nos primeiros anos da década de 1980, a claque encontrava-se situada na Superior Sul do Estádio de Alvalade, tendo passado, por volta dos anos de 1983/1984, para a célebre Ponta Sul. Neste período já encontramos a claque com uma maior organização, começam a surgir as primeiras faixas, as primeiras bandeiras com simbologia alusiva à claque e a utilização regular de potes ou tochas de fumo, seguindo o modelo italiano dos grupos ultra. Toda a cor e alegria que a Juventude Leonina trazia aos estádios portugueses fez com que nos outros clubes começassem também a surgir grupos organizados de apoio, compostos essencialmente por jovens, como foi o caso dos Diabos Vermelhos no Benfica fundados em 1982, dos Dragões Azuis no FC Porto, uma década após a formação da Juventude Leonina, da Fúria Azul no Belenenses e dos Panteras Negras no Boavista, fundados em 1984, da Alma Salgueirista no Salgueiros e da Mancha Negra na Académica de Coimbra, fundadas em 1985, ou seja, na primeira metade da década de 80 quase todos os clubes que disputavam a primeira divisão contavam com uma claque organizada, sendo de referir que só no Sporting chegaram a existir em simultâneo, por volta de 1986,quatro grupos reconhecidos oficialmente pela direcção sportinguista (Onda Verde, Força Verde, Norte Leonino e Juventude Leonina), para além daqueles que não contavam com o apoio oficial (por exemplo, a Torcida Verde fundada em 1984, cujos fundadores chegaram a militar na Juventude Leonina, e que só viu o seu apoio reconhecido a nível oficial em 1988).
Toda esta proliferação de claques organizadas culminaram nos Congressos Nacionais de Claques organizados nos anos de 1984 e 1985.
Os anos 80 significam para o Sporting o início do longo jejum no que diz respeito a títulos no futebol sénior. Com excepção das vitórias alcançadas na gloriosa época de 1981-82, só há a destacar a vitória na Supertaça da época 1986-87, resultante da presença na final da Taça de Portugal perdida para o eterno rival SL Benfica. Contudo, foi também na década de 80 que as claques de futebol se instalaram definitivamente no imaginário desportivo português, constituindo o Estádio de Alvalade um exemplo para os restantes clubes no que diz respeito a apoio organizado.
Foram várias as claques portuguesas que adoptaram o nome "Juventude", ou até mesmo o diminutivo "Juve" (ex: Juventude Bracarense no Sporting de Braga, ou Juve Negra no Tirsense), influenciadas pela dinâmica e capacidade de organização que a Juventude Leonina demonstrava, às quais não seriam alheias certamente as ligações familiares dos fundadores da claque.
Começaram também nos anos 80 as deslocações ao estrangeiro por parte da Juventude Leonina, a primeira terá (possivelmente) sido a Sevilha na época 1983-84 em jogo a contar para a Taça UEFA. Seguiram-se outras como Auxerre (1984-85), Roterdão, Bilbao (ambas na época 1985-86), San Sebastian (com a Real Sociedad em 1988-89) e a Nápoles (1989-90), onde na equipa local pontificava Diego Maradona. Contudo, ficaram também célebres as noites europeias de Alvalade, donde se podem destacar os jogos com Athletic de Bilbao, FC Barcelona, Atalanta, Ajax e o já referido Nápoles.
No entanto, o apoio dado pela Juventude Leonina ao clube não se limitava ao futebol, e desta forma modalidades como o hóquei em patins, futsal ou o andebol (sendo de recordar no caso específico do andebol a final da Taça de Portugal da época 1988-89, disputada em Loures contra o eterno rival da 2ª Circular) também beneficiaram da presença da claque no pavilhão ou na nave do antigo Estádio de Alvalade.
A Juventude Leonina conta com mais de 10000 associados, sendo que, época a época vão-se inscrevendo cada vez mais ultras no mundo da Juve Leo. A claque nos anos 80 e 90 apresentava-se com mais de 15000 sócios. Depois da "divisão" de associados, primeiro com a saída de alguns elementos do nucleo da JL Amadora para a Força Verde, que posteriormente viriam a fundar a Torcida Verde, mais tarde a saida de alguns elementos que formaram o Directivo Ultras XXI, a Juve Leo atravessou um momento algo negro da sua história. A partir desse mesmo momento os "verdadeiros" ultras da Juve Leo uniram esforços e foram fazendo com que o estatuto da Juve Leo aumentasse até aos dias de hoje.

## Acidentes relacionados com a claque
No dia 15 de maio de 2018, 50 elementos identificados pela Polícia de Segurança Pública como sendo da claque da Juventude Leonina, entre eles o ex líder da claque Fernando Mendes, invadem as instalações da Academia Sporting em Alcochete e agridem violentamente Bas Dost, Battaglia, Mišić e Acuña, bem como o adjunto Mário Monteiro, vítimas de agressão. O treinador Jorge Jesus também sofreu a fúria dos adeptos. Foram presos preventivamente 37 arguidos.
Em novembro de 2018 são constituídos 44 arguidos. Incluindo ao ex-presidente do clube de Alvalade (Bruno de Carvalho e o atual líder da claque da Juventude Leonina, Nuno Mendes (Mustafa) como autores morais desse ataque).
Em outubro de 2019 a direção do Sporting Clube de Portugal com a presidência de Frederico Varandas rescinde os protocolos que celebrou em 31 de Julho com a Associação Juventude Leonina e com o Directivo Ultras XXI em virtude da escalada de violência que culminou com tentativas de agressões físicas a dirigentes e outros adeptos”, durante a vitória no futsal do sporting frente aos Leões de Porto Salvo (6-1), no Pavilhão João Rocha.
Em fevereiro de 2020, o vogal da direção do Sporting, Miguel Afonso (juntamente com a filha adolescente), e o vice-presidente, Filipe Osório de Castro, apresentaram queixa na PSP de Telheiras devido às agressões de que foram alvo no estádio de Alvalade, contra elementos alegadamente ligados à claque Juventude Leonina.
Em 23 de outubro de 2022, o Sporting deu por terminadas as tentativas de celebração de protocolo com a Juventude Leonina. Em causa estiveram os desacatos ocorridos durante o jogo para a 10.ª jornada do campeonato frente ao Casa Pia entre a Polícia de Segurança Pública, elementos da Juventude Leonina e adeptos sem ligação à claque. 